# Aeolernis
Aeolernis é um gênero de traça pertencente à família Agonoxenidae.